# توماس لويس
توماس لويس (19 أبريل 1829 في المملكة المتحدة - 19 يونيو 1901) (بالإنجليزية: Thomas Lewis)‏ هو لاعب كريكت أسترالي.

## وصلات خارجية
- توماس لويس على موقع إي آس بي آن كريك إنفو (الإنجليزية)